# Benny Binion

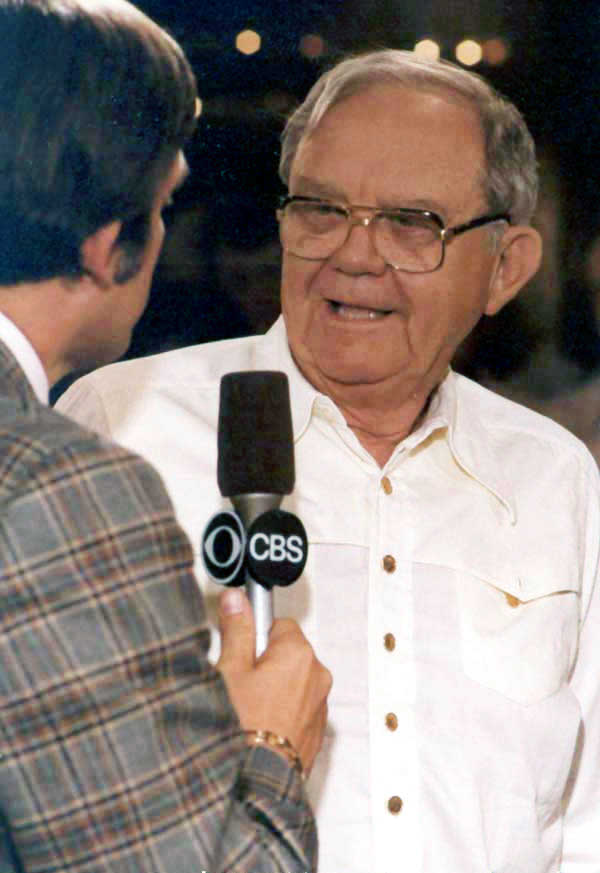
Benny Binion en la Serie Mundial de Poker de 1979.

Lester Ben "Benny" Binion (20 de noviembre de 1904-25 de diciembre de 1989) fue un conocido propietario de casinos, mafioso, aficionado al poker y exconvicto estadounidense.

## Primeros años
Binion nació y se crio en el condado de Grayson, Texas, al norte de Dallas. Sus progenitores no lo enviaron a la escuela debido a su precaria salud. Su padre, un comerciante de caballos, hizo que lo acompañara durante sus viajes. Mientras que la vida al aire libre le devolvió la salud, Benny Binion nunca recibió algún tipo de educación formal.

## Antecedentes penales
Según los archivos del FBI, el historial delictivo de Binion se remonta a 1924. Su prontuario incluye delitos como robo, portación ilegal de armas, y dos condenas por asesinato. Binion se mudó a El Paso, Texas, cuando tenía 17 años. Allí comenzó a producir moonshine, nombre que se le da a las bebidas destiladas en forma casera y generalmente ilegal, por lo que fue condenado en dos ocasiones. En 1928, por el temor a las consecuencias legales, abandono la producción de moonshining y se dedicó al corretaje de apuestas. Mientras estaba en El Paso también aprendió a jugar, el pasatiempo favorito de los comerciantes en las horas de espera en los campamentos.
En 1931 Binion fue declarado culpable de asesinar a un afroamericano llamado Frank Bolding mediante una rápida maniobra con su revólver. Este fue el origen de su apodo "Cowboy". Binion recibió una sentencia de dos años de prisión en suspenso. Tiempo después mató a Ben Frieden, un corredor de apuestas que competiría con Binion. Para 1936 había ganado el control de las operaciones de juego en Dallas, con la protección de un poderoso político local.
El 12 de septiembre de 1936, Binion y uno de sus secuaces, según los reportes, mataron a un tal Frieden al vaciar sus .45 Colt sobre el hombre desarmado. Binion luego se pegó un tiro en el hombro y se entregó a la policía, afirmando que Frieden le había disparado primero. Binion fue acusado, pero los cargos fueron desestimados más adelante sobre la base de que había actuado en defensa propia. En 1938, Binion y sus secuaces presuntamente mataron a Sam Murray, otro de sus competidores en las salas del juego. Binion nunca fue acusado de este asesinato, y se retiraron los cargos contra sus secuaces.
Entrada la década de 1940, Binion se había convertido en el jefe de la mafia reinante en Dallas. A continuación, trató de hacerse cargo de las salas de juego en Fort Worth. El jefe de la mafia local, Lewis Tindell, fue asesinado poco después.
La mafia de Chicago hizo su incursión con éxito en Dallas después de la Segunda Guerra Mundial. Binion perdió sus arreglos con el gobierno local después de las elecciones de 1946, y huyó a Las Vegas.
Estando en Dallas, Binion se había iniciado en una disputa de larga data con Herb Noble, un jugador de poca monta, que continuó después de que Binion se mudó a Las Vegas. Binion exigió a sus hombres que aumentaran la comisión que le cobraba a Noble por la explotación de salas de juego del 25 al 40 por ciento, a lo que Noble se negó. Binion ofreció una recompensa por la cabeza de Noble, la que eventualmente llegó a US$ 25000 y el control de una sala de dados en Dallas. Muchos trataron de matar a Noble, pero este se escapó y sobrevivió a numerosos atentados contra su vida, aunque sufrió algunas heridas de bala. Tiempo después la esposa de Noble fue asesinada mediante un atentado con un coche bomba destinado a él. En represalia, Noble planeó volar en su avión privado a Las Vegas para bombardear la casa de Binion, pero fue retenido por las autoridades locales antes de que pudiera ejecutar su plan. Finalmente, otro coche bomba tuvo éxito en asesinar a Noble.
Debido a la publicidad a escala nacional que alcanzó la disputa Binion/Noble, "Benny" era impopular ante los jefes nacionales de la mafia, que sintieron que estaba llamando una atención no deseada de sus operaciones en Las Vegas y Dallas. Después de que uno de los guardaespaldas de Binion cometió un asesinato en el baño de hombres del Binion's Westerner Club en Las Vegas, la mafia ayudó al gobierno federal a poner a Binion a raya. Este perdió su licencia de juego en 1951, y en 1953 fue condenado a una pena de cinco años, por evasión de impuestos, en la prisión federal de Leavenworth, Kansas.

## Los años en el Casino

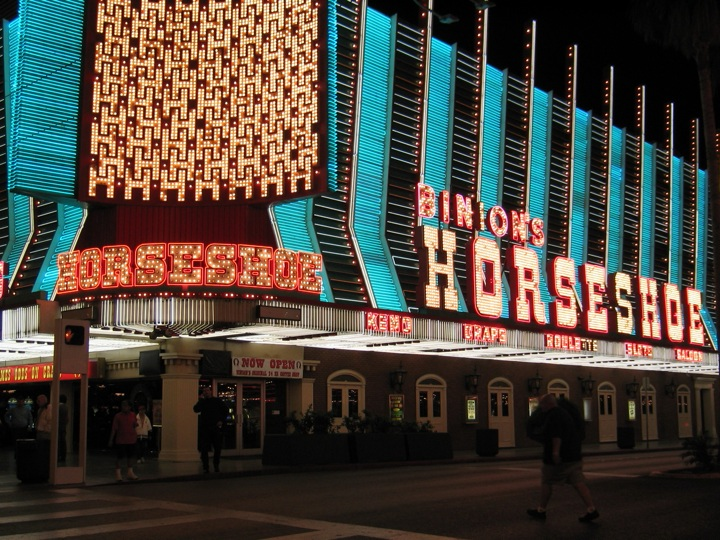
El Binion's Horseshoe en la antigua calle principal de Las Vegas

En Las Vegas, Binion se convirtió en socio de Las Vegas Club casino, pero se retiró después de un año debido a desacuerdos sobre los límites en las apuestas. En 1951, Benny compró el edificio que había albergado anteriormente Las Vegas Club, y lo abrió como Westerner Gambling House and Saloon (Salón y Casa de Juegos del Oeste).
En 1951 también compró Eldorado Club y el  Apache Hotel, donde abrió el Binion's Horseshoe casino, el cual de inmediato se hizo popular debido a los altos límites en las apuestas. Inicialmente se estableció un juego de dados con una apuesta límite de US$ 500, diez veces superior al límite de sus competidores de la época. Debido a esta competencia, en ocasiones Binion ha recibido amenazas de muerte, aunque finalmente los casinos aumentaron sus límites para mantenerse al día con él. Adicionalmente, Binion's Horseshoe cubriría una apuesta de cualquier tamaño, siempre y cuando esta fuera hecha de antemano.
Binion estaba a la vanguardia de la innovación en los casinos de Las Vegas, siendo el primero en la Fremont Street Experience en reemplazar los pisos de madera con alfombras, por el envío de limusinas para transportar a los clientes del casino, y ofrecer bebidas gratis a los jugadores. Aunque estos beneficios eran normales para los grandes apostadores, Binion los extendió a todos los jugadores. Además rehuyó a realizar actos llamativos, típicos en otros casinos de Las Vegas.
Binion dijo, en una entrevista con una historiadora de Nevada, que siguió una filosofía simple al servir a sus clientes: "Buena comida, buen whisky, buen juego". Él fue más generoso con los apostadores que cualquier otro propietario de un casino en Las Vegas. A pesar de ser de propiedad privada, se informó que el Horseshoe era el casino más rentable de la ciudad.
Uno de los atractivos turísticos de Binion fue una herradura gigante con US$ 1 millón en billetes de US$ 10.000 en su interior.
Binion se vio obligado a vender su participación en el casino para pagar aproximadamente US$ 5 millones en costos legales, como resultado de su juicio y condena por evasión de impuestos en 1953. Su familia recuperó una parte de sus intereses de en el Horseshoe en 1957, pero no recuperó el control total hasta 1964. A "Benny" nunca se le permitió tener una licencia de juego después, aunque permaneció en la nómina del casino como asesor.
Binion se hizo llamar "Cowboy" a lo largo de su vida. Casi nunca llevaba corbata, y usaba botones de oro para sus camisas de vaquero. A pesar de estar técnicamente prohibido poseer armas de fuego, llevó por lo menos una pistola durante toda su vida, y siempre mantenía una escopeta de cañón recortado cerca suyo. Su oficina quedaba en un stand en el restaurante de la planta baja, y sabía el nombre de la mayoría de sus clientes.

## Familia
Binion y su esposa Teddy Jane tuvieron cinco hijos: dos varones, Jack y Ted , y tres mujeres, Barbara, Brenda y Becky.
Jack y Ted asumieron el cargo de presidente y gerente del casino, respectivamente, en 1964. La esposa de "Benny", Teddy Jane, manejó la caja hasta su muerte en 1994. En 1998, la hija de Binion, Becky, asumió la presidencia después de una batalla legal, y Jack trasladó sus intereses a otros juegos de azar. La presidencia de Becky vio al casino irse por el fregadero en deudas. En 2004, agentes federales confiscaron 1 millón de dólares del Horseshoe para satisfacer los beneficios sin pagar a la Nación, obligando a su cierre y la venta eventual a Harrah's Entertainment. En la actualidad funciona como Binion's Gambling Hall and Hotel bajo la propiedad de Gaming Group TLC.
Ted y Barbara llegaron a tener graves problemas con las drogas. Ted librando una batalla por su adicción a la heroína a partir de 1985. Barbara trató de dispararse y quedó con el rostro desfigurado, finalmente logró suicidarse en 1977. Ted estuvo bajo escrutinio casi constante de la Comisión de Juego de Nevada a partir de 1986 por su ingreso en el mundo de las drogas y la asociación con conocidas figuras de la mafia. Su licencia de juego fue revocada en 1998, y murió en circunstancias misteriosas a los pocos meses. La novia de Ted y un hombre con el que estaba teniendo una aventura fueron acusados y condenados por asesinato, pero el veredicto fue revocado más tarde.

## Legado

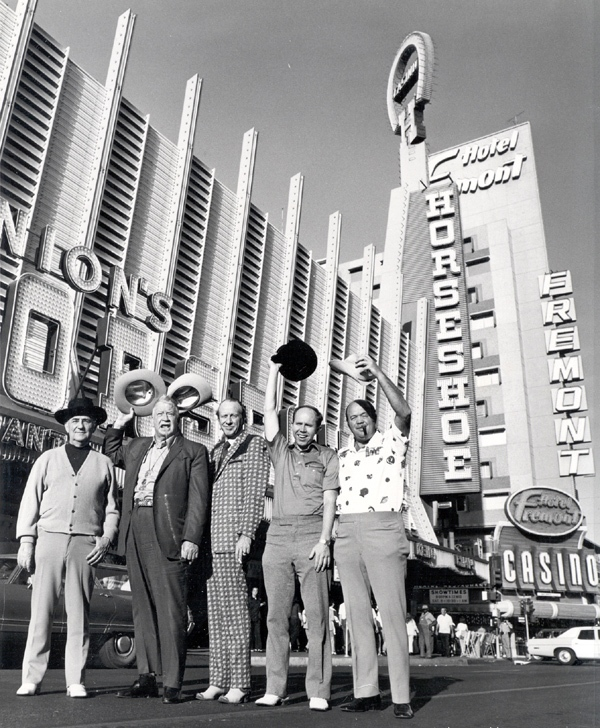
Un grupo de jugadores frente al Binion's Horseshoe en 1974. Los fotografiados son (de izquierda a derecha) Johnny Moss, el actor Chill Wills, Amarillo Slim, Jack Binion y Puggy Pearson.

En enero de 1949, Binion hizo arreglos con Johnny Moss y Nick "El Griego" Dandalos para que jugaran un torneo de póquer mano a mano que terminó durando cinco meses. Con Nick "El Griego" en última instancia perdiendo dos millones de dólares, Moss, de 42 años de edad, tuvo que hacer pausas para dormir de vez en cuando, tiempo durante el cual "El Griego", de 66 años, se acercó a a jugar a la mesa de dados. Después de la última mano, y la pérdida de los dos millones de dólares, Nick "El Griego" pronunció una de las frases del poker más famosa de todos los tiempos: "Mr. Moss, tengo que dejarlo ir."
Después de años de organización de partidas mano a mano entre jugadores de altas apuestas, a Binion se le ocurrió una idea. Invitó a seis grandes apostadores a jugar en un torneo en 1970. Ellos competirían por dinero en efectivo en la mesa, después de lo cual debería resultar un ganador. Johnny Moss, de 63 años, fue elegido como el campeón más joven de la competencia, recibiendo un pequeño trofeo. Al año siguiente, se jugó con un formato de freeze-out con una entrada de US$ 10,000. Así nació la Serie Mundial de Poker .
La creación de la Serie Mundial por parte de Binion ayudó a difundir el juego de poker y hacerlo popular. En realidad Binion subestimó lo popular que llegaría a ser: en 1973, se atrevió a especular que algún día el torneo pueda tener 50 o más participantes, para el evento principal de 2006 había 8.773 participantes.
Binion falleció de insuficiencia cardíaca a la edad de 85 años el 25 de diciembre de 1989 en Las Vegas. Su amigo y jugador de poker "Amarillo Slim" Preston sugirió como epitafio:"Fue el más gentil de los malos o el más bueno de los malos que he visto." Binion fue incluido póstumamente en el Salón de la Fama del Póquer en 1990.
Benny nunca olvidó sus raíces de Texas y fue un actor clave en la inclusión de Las Vegas como sede de las Finales Nacionales de Rodeo. Nunca se olvidó de los vaqueros después de su llegada, él siempre pagó las cuotas de inscripción para todos los participantes del evento. Cuando el casino cerró, Boyd Gaming tomó la tradición iniciada por Binion y siguió pagando todas las cuotas de inscripción.